# Ибитирама
Ибитирама (порт. Ibitirama)  —  муниципалитет в Бразилии, входит в штат Эспириту-Санту. Составная часть мезорегиона Юг штата Эспириту-Санту. Входит в экономико-статистический  микрорегион Алегри. Население составляет 10 361 человек на 2006 год. Занимает площадь 326,5 км². Плотность населения — 31,4 чел./км².
Праздник города — 15 сентября.

## История
Город основан в 1988 году.

## Статистика
- Валовой внутренний продукт на 2003 составляет 22.067.226,00 реалов (данные: Бразильский институт географии и статистики).
- Валовой внутренний продукт на душу населения на 2003 составляет 2.243,97 реалов (данные: Бразильский институт географии и статистики).
- Индекс развития человеческого потенциала на 2000 составляет 0,710  (данные: Программа развития ООН).

## География
Климат местности: горный тропический. В соответствии с классификацией Кёппена, климат относится к категории Cwb.